# Relazioni bilaterali tra Brasile e Portogallo
Le relazioni tra Brasile e Portogallo hanno attraversato quattro secoli, a partire dal 1532 con l'istituzione, a Sao Vicente, del primo insediamento permanente portoghese nelle Americhe. Le relazioni tra i due paesi sono intrinsecamente legate a causa dell'Impero portoghese. Continuano ad essere legati da una lingua comune e da linee ancestrali nei brasiliani e portoghesi, che possono essere fatte risalire a centinaia anni fa. Oggi, Brasile e Portogallo condividono una relazione privilegiata, come evidenziato nel coordinamento politico e diplomatico allineato, nonché nella cooperazione economica, sociale, legale, tecnica e scientifica. Secondo un sondaggio della BBC del 2011, il 76% dei portoghesi vede positivamente l'influenza del Brasile, con l'8% che la vede negativamente, la percezione più favorevole del Brasile per qualsiasi altro paese al mondo intervistato.